# Colocongridae
Famille
Les Colocongridae sont une famille de poissons anguilliformes. 

## Liste des espèces
Selon World Register of Marine Species (8 septembre 2019) :
- genre Coloconger Alcock, 1889
- genre Thalassenchelys Castle & Raju, 1975